# Marie Osborne
Pour les articles homonymes, voir Osborne.
Marie Osborne, née Helen Alice Myers le 5 novembre 1911 à Denver (Colorado) et morte le 11 novembre 2010 à San Clemente (Californie),, est une actrice américaine, qui fait une carrière d'enfant acteur, à l'époque du cinéma muet. Elle est surnommée "Baby Marie Osborne" ou "Baby Marie".

## Filmographie
- 1914 : Kidnapped in New York

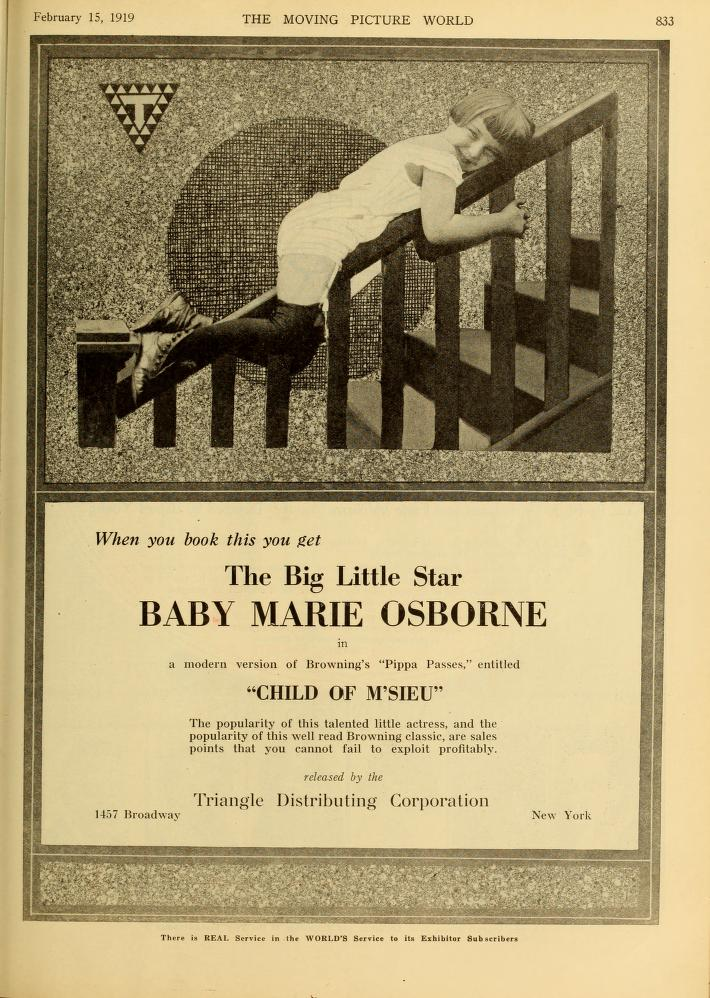
Child of M'sieu (1919)

- 1915 : Should a Wife Forgive?, de Henry King
- 1915 : The Maid of the Wild
- 1916 : La Légende du dragon d'or (Joy and the Dragon), de Henry King
- 1916 : Nuages et rayon de soleil (Shadows and Sunshine), de Henry King
- 1916: Un joli rayon de soleil (Little Mary Sunshine) , de Henry King : Mary
- 1917 : Petite Cendrillon (Sunshine and Gold) , de Henry King
- 1917 : Aube et Crépuscule (Told at Twilight), de Henry King
- 1917 : Deux rayons de soleil (Twin Kiddies), de Henry King
- 1918 : The Locked Heart
- 1918 : Winning Grandma
- 1919 : The Sawdust Doll
- 1919 : Daddy Number Two
- 1919 : Miss Gingersnap (dernier film en tant qu'enfant)
- 1935 : Les Derniers Jours de Pompéi (The Last Days of Pompeii), d'Ernest B. Schoedsack et Merian C. Cooper